# Euphorbia alfredii
Euphorbia alfredii es una especie de planta suculenta perteneciente a la familia Euphorbiaceae.

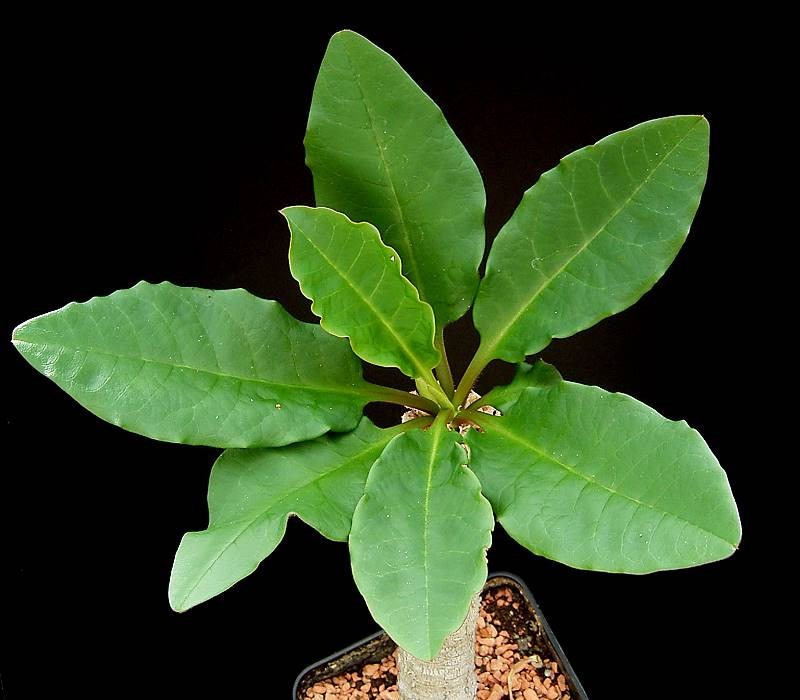
Detalle de las hojas

## Descripción
Euphorbia alfredii es una planta suculenta con tallo erecto y cilíndrico no ramificado, con un diámetro de hasta 4 cm. La coloración es gris-verde, con pequeños brotes de color verde oscuro que más tarde se vuelven leñosos. Su corteza es fisurada, sin espinas y tiene hojas durante la temporada de crecimiento. Las hojas ovaladas son de color verde brillante y ligeramente peludas.Miden hasta 7 cm de largo, 3 cm de ancho. Las estípulas se transforman en bultos alargados. Las flores aparecen antes que las hojas del tallo. Los ciatios son colgantes.

## Distribución y hábitat
Es endémica de Madagascar en Antsiranana. Su hábitat natural son los bosques y matorrales secos de las regiones tropicales y subtropicales, y las áreas rocosas. Es tratada en peligro de extinción por pérdida de hábitat.

## Tipos similares
Euphorbia alfredii es similar a la Euphorbia ankarensis, aunque tiene claramente hojas peludas y hojas puntiagudas y tienen una distinta coloración.

## Taxonomía
Euphorbia alfredii fue descrito por Werner Rauh y publicado en Cactus and Succulent Journal 59(5): 209. 1987.
Etimología
Euphorbia: nombre genérico que deriva del médico griego del rey Juba II de Mauritania (52 a 50 a. C. - 23), Euphorbus, en su honor – o en alusión a su gran vientre – ya que usaba médicamente Euphorbia resinifera. En 1753 Carlos Linneo asignó el nombre a todo el género.
alfredii: epíteto otorgado en honor del recolector de plantas malgache Alfred Razafindratsira.